# 赤塚不二夫の作品一覧
赤塚不二夫の作品一覧（あかつかふじおのさくひんいちらん）は、赤塚不二夫の手による作品・出版物の一覧。赤塚本人の出演したテレビ番組や赤塚について書かれた書籍、赤塚を取り上げたテレビ番組もあわせて紹介する。

## 漫画作品
（外部リンクの「作品リスト」も参照）

### 連載
（※発表順）
- くらやみの天使（1958年-1959年、少女クラブ） - U・マイア（石森章太郎、水野英子との合作）名義
- ナマちゃん（1958年-1962年、まんが王）
- まつげちゃん（1958年-1961年、ひとみ）[1]
- まりっぺ先生（1959年、りぼん）
- おハナちゃん（1960年-1962年、少女クラブ）[2]
- ハッピィちゃん（1960年-1961年、りぼん）[3]
- トンネルチーム（1960年、たのしい四年生）
- おカズちゃん（1960年-1961年、たのしい五年生）
- がんばれマミちゃん（1960年、なかよし）
- ホームラン教室（1960年-1961年、冒険王） - 原作：高垣葵、初回は石森章太郎との合作
- あらマアちゃん（1960年-1961年、なかよし）[4]
- ボクはなんでもしっている（1961年-1962年、たのしい五年生）
- ナマちゃん（1961年、小学生画報）
- カン太郎（1961年、冒険王）[5]
- ママなにしてるの（1961年、小学三年生）
- キツツキ貫太（1961年、週刊少年マガジン）
- まつげちゃん（1961年、りぼん）
- おそ松くん[6]（1962年-1969年、週刊少年サンデー） - 1967年からは月1連載
  - （1966年-1967年、幼稚園）
  - （1966年-1967年、小学一年生）
  - （1966年、小学二年生）
  - （1966年、小学四年生）
  - （1966年、ボーイズライフ）
  - （1972年-1973年、週刊少年キング）
  - （1987年-1990年、コミックボンボン）
  - （1988年-1990年、テレビマガジン）
- オーちゃんと11人のなかま（1962年-1963年、たのしい五年生）
- ジンクスくん（1962年-1963年、中一コース）
- ひみつのアッコちゃん（1962年-1965年、りぼん）
  - （1968年-1969年、りぼん）
  - （1988年-1989年、なかよし）
- 青い目の由紀（1962年、少女クラブ）
- すすめ! ケン太郎（1962年、漫画王）
- カン太郎（1962年、冒険王）
- おた助くん（1963年-1965年、小学四年生）[7]
- アイ・アム・ア・トランジスターボーイ（1962年-1963年、中学生の友一年）
- サーカス☆ジン太（1963年、冒険王）
- まかせて長太（1963年-1965年、少年）
- カン太郎（1964年-1965年、少年ブック）
- メチャクチャ No.1（1964年-1965年、冒険王）[8]
- そんごくん（1964年-1965年、小学四年生）[9]
- ケンちゃん（1964年-1965年、朝日新聞日曜版）
- あべこべ3番地（1964年、週刊マーガレット）
- しびれのスカタン（1965年-1968年、少年画報） - 画：長谷邦夫
- そんごくん（1965年、小学五年生）
- おた助くん（1965年、小学六年生）
- なんでもやろうアカツカくん（1965年、少年ブック）
- ミスター研（1965年、中一コース）
- おた助・チカちゃん（1965年-1966年、小学四年生）
- ジャジャ子ちゃん（1965年-1966年、少女フレンド）
- 過激派七年生（1965年、別冊漫画サンデー）
- ユー・ラブ・ミー君（1965年-1966年、平凡）
- いじわる教授（1965年、ボーイズライフ）
- キビママちゃん（1965年-1966年、りぼん）
- おたすけくん（1965年-1966年、小学二年生）
- スリラー教授（1966年、ボーイズライフ）[10]
- 怪盗1/2面相（1966年、少年ブック）
- 中一コースケ（1966年、中一コース）
- いじわる一家（1967年、少女フレンド）
- 赤塚不二夫のガンバリまショー（1967年、少年ブック。単行本は『モジャモジャおじちゃん』[11]と改題）
- ミータンとおはよう（1967年、りぼん）
- メチャクチャNo.1（1967年）
- きかんぽ元ちゃん（1967年、小学一年生）
- キカンポ元ちゃん（1967年、小学二年生）[12]
- キカンポ元ちゃん（1967年、小学三年生）
- キカンポ元ちゃん（1967年、小学四年生）
- スリラー一家（1967年、少女フレンド）
- おせっかい一家（1967年、少女フレンド）
- 天才バカボン（1967年-1969年、週刊少年マガジン）
  - （1967年-1969年、別冊少年マガジン）
  - （1969年-1970年、週刊少年サンデー）
  - （1969年-1970年、デラックス少年サンデー）
  - （1971年、週刊ぼくらマガジン）
  - （1971年-1975年、週刊少年マガジン）
  - （1971年-1975年、テレビマガジン） - 赤塚不二夫とフジオプロ名義
  - （1974年-1975年、別冊少年マガジン）
  - （1975年-1978年、月刊少年マガジン）
  - （1975年-1976年、週刊少年マガジン）
  - （1987年-1989年、コミックボンボン）
  - （1988年-1989年、月刊少年マガジン）
  - （1988年-1991年、テレビマガジン）
  - （1989年-1991年、ヒーローマガジン）
  - 元祖天才バカボン（1975年-1977年、テレビマガジン） - 赤塚不二夫とフジオプロ名義
  - 平成天才バカボン（1990年-1991年、コミックボンボン）
    - （1991年-1992年、デラックスボンボン）

  - 天才バカボンのおやじ（1969年-1971年、週刊漫画サンデー） - 作画協力：古谷三敏
  - 天才バカボンのパパ（1973年、まんがNo.1）
- スリラー教授（1967年、ボーイズライフ）
- クレージー中学校（1967年、中一コース）
- たまねぎたまちゃん（1967年-1969年、小学一年生）
- へんな子ちゃん（1967年-1969年、りぼん。1968年 - 1970年にはよこたとくお代筆で「別冊りぼん」や「りぼんコミック」に連載）
  - （1991年-1994年、週刊女性）
- 赤塚不二夫のびっくり研究室（1967年、週刊少年サンデー）
- テッちゃんただいまケンカ中（1967年、少女フレンド）
- もーれつア太郎（1967年-1970年、週刊少年サンデー）
  - （1990年-1991年、コミックボンボン）
  - （1990年-1991年、テレビマガジン）
- ヒッピーちゃん（1967年-1968年、少女フレンド）
- 荒野のデクの棒（1968年、週刊少年キング） - 作画協力：古谷三敏（フルヤプロ名義）
- なんでもヤリます（1968年、週刊漫画サンデー） - 高井研一郎との合作
- 花のデコッ八（1968年-1969年、週刊少年サンデー増刊→デラックス少年サンデー）
- われら8（パー）プロ（1968年、週刊少年キング） - 作画協力：古谷三敏（フルヤプロ名義）
- パア助くん（1968年-1969年、小学二年生）
- 二代目社長 一郎くん（1968年-1969年、小学四年生）
- まんが大学院（1969年、少年ブック）
- にわとり一家（1969年、週刊少年キング）
- SOSエンチャカ丸（1969年、小学四年生）
- やってきた（おいら）ズル長（1969年、少年ジャンプ）
- ハレンチ名作シリーズ（1969年、りぼんコミック）
- 赤塚ギャグ笑待席（1969年、少年ジャンプ） - フジオプロメンバーの長谷邦夫・古谷三敏・とりいかずよしとの交互制作
- 赤塚不二夫のヒゲヒゲ物語（1969年、ジョーカー）
- テレテレおじさん（1969年、少年チャンピオン）
- おれはゲバ鉄（1970年、週刊少年ジャンプ）
- 風のカラッペ（1970年-1971年、週刊少年キング） - 途中より作画を佐々木ドンが担当
- ネコの目ニュース（1970年-1971年、新潟日報日曜版）
- ギャグ+ギャグ（1970年、週刊少年サンデー） - 単行本では『ア太郎』に収録
- ぶッかれ＊ダン（1970年-1971年、週刊少年サンデー）[13]
- 死神デース（1970年-1971年、週刊ぼくらマガジン）[14]
- 狂犬トロッキー（1971年、週刊少年マガジン） - シナリオ：滝沢解、作画協力：さいとうあきら
- 狂犬トロッキー（1971年、別冊少年マガジン）- 原作：牛次郎[15]
- ハタ坊（1971年、赤旗日曜版）
- くりくりくりちゃん（1971年-1972年、幼稚園）
- おれはバカラス（1971年、週刊少年キング） - 画：佐々木ドン
- レッツラゴン（1971年-1974年、週刊少年サンデー）
- ワルリーマン（1971年-1972年、東京タイムズ）
- にちようパパ（1971年-1972年、東京タイムズ日曜版）
- ぼくはケムゴロ（1971年-1972年、小学四年生）[16][17]
- 名人（1971年-1973年、リイドコミック）
- ワンペイ（1972年、赤旗日曜版）
- クロッケくん（1972年-1973年、小学四年生）
- 大バカ探偵 はくち小五郎（1972年-1974年、冒険王）
- ひさし笑劇場（1972年-1973年、オール読物） - 原作：井上ひさし
- 赤塚不二夫のギャグゲリラ（1972年-1982年、週刊文春）
- くそババア!!（1972年-1973年、まんがNo.1） - 原作：滝沢解
- ワンペイモウチャン（1972年-1973年、赤旗日曜版）
- スケ番ケロ子（1973年、週刊少年チャンピオン）
- 赤塚不二夫の 歌謡ギャグ劇場（1973年-1975年、月刊明星）
- ニャロメ（1973年-1974年、リイドコミック）
- ギャグギゲギョ（1974年、週刊少年キング） - 山田一郎名義。単行本では『ギャグの王様』と改題。
- おいらダメ高（1974年、高二コース）
- 少年フライデー（1974年-1975年、週刊少年サンデー）
- オッチャン（1974年-1975年、週刊少年キング）[18]
- ワルワルワールド（1974年-1975年、週刊少年チャンピオン）
- おまわりさん（1974年-1977年、全電通文化）
- つまんない子ちゃん（1975年-1976年、月刊プリンセス）[19]
- ニャンニャンニャンダ（1975年-1976年、冒険王） - 『おはよう!こどもショー』のマスコット「ニャンダ」（赤塚自らデザイン）を漫画化。
- B.C.アダム（1975年、週刊少年マガジン）[20][21]
- のらガキ（1975年-1976年、週刊少年サンデー）
- オッチャン PARTII（1975年-1976年、週刊少年キング）
- ラクガキ（1975年、読売新聞日曜版）※月一連載
- 四畳半の西日（1975年、新潟日報）
- ひさし・不二夫の漫画全集（1976年、週刊小説）
- わんぱく天使（1976年-1977年、月刊プリンセス）[22]
- 母ちゃんNo.1（1976年-1977年、週刊少年サンデー）[23]
  - （1994年-1995年、デラックスボンボン）
- コングおやじ（1976年-1977年、週刊少年キング）
- タトルくん（1977年、マンガくん）
- 建師ケン作（1977年、週刊少年マガジン）原作：牛次郎、協力：さいとうあきら - 住宅建築に挑む少年を主人公にしたストーリー漫画。
- 怪球マン（1977年-1978年、どっかんV）
- 不二夫のギャグありき（1977年、週刊少年サンデー）
- ハウスジャックナナちゃん（1977年、週刊少年マガジン） - 原作：筒井康隆（「家族八景」）
- あんたが名人（1977年-1978年、コミック野郎）
- おバカさん（1978年、週刊少年マガジン） - 原作：遠藤周作
- アニマル大戦（1978年、週刊少年キング）
- まめたん（1978年-1982年、小学一年生）
  - （1979年、小学二年生）
- ちびママ（1978年-1979年、どっかんV）
- アニメまんが（1978年、アニメージュ）
- ニャロメの研究室（1978年、コスモコミック）
- 荷車権太郎（1978年、週刊漫画アクション）
- いじわる爺さん（1978年-1979年、週刊漫画アクション）
- ダダ氏（1978年-1979年、新美術新聞）
- ブックリぎょうてん（1979年-1981年、親子読書）
- 赤塚不二夫のギャグランド（1979年、リイドコミック）
- モンスター13番地（1979年、少年チャレンジ）
- おじさんはパースーマン（1979年-1981年、小学五年生）
- ロメオとジュリー（1980年、少年チャレンジ）
- ニャロメ紳士録（1980年-1982年、カスタムコミック）
- チビドン（1980年-1981年、月刊コロコロコミック）
- キャスター（1980年、ポップコーン） - 過激な内容が問題視され雑誌回収騒動に到った問題作
- ババッチ先生（1980年-1981年、少年少女新聞）
- なんじゃらママ（1980年、少年チャレンジ）
- 乙女座★虎右衛門（1981年、週刊ヤングジャンプ）
- 花の菊千代（1981年-1982年、月刊コロコロコミック）
- ワルちゃん（1981年-1983年、小学五年生）
- ピヨ13世（1981年、ジャストコミック）
- カマラマン荒気だ!!（1981年、月刊ギャグダ）
- 赤塚不二夫のギャグ・フォトランド（1981年-1982年、ショートショートランド）
- 四谷「H」（1982年、ジャストコミック）
  - 連載当時四谷に存在したバー『ホワイト』が舞台のモデルとなっており[24]、主人公となっている赤塚のアシスタント「シイヤ」も当時赤塚の下でチーフアシスタントを務めていた椎屋光則（現：しいやみつのり）を元にしている。
- お笑いはこれからだ（1982年-1984年、小説新潮）
- 不二夫のワルワル・ワールド（1982年-1983年、別冊コロコロコミック）
- 不二夫と菊千代の交換日記（1983年-1984年、いんなあとりっぷ）
- 赤塚不二夫の文学散歩（1983年-1985年、オール讀物）
- 松尾馬蕉（1983年、平凡パンチ）
- 今週のダメな人（1983年-1985年、週刊宝石）
- 今週のアダムとイフ（1983年-1984年、女性自身）
- にっぽん笑来ばなし（1983年-1985年、2001年） - 単行本化では『ギャグ21世紀』と改題。
- 週刊スペシャル小僧!（1983年-1984年、週刊少年チャンピオン） - 単行本では『赤塚不二夫の巨人軍笑撃レポート』と改題。
- 吾輩は猫・菊千代である（1984年-1990年、いんなあとりっぷ） - 単行本では『不二夫と菊千代の交換日記』との併録で、『赤塚だァ！菊千代だァ！』と改題。
- TOKIOとカケル（1985年、週刊少年チャンピオン）
- 赤塚不二夫のどうしてくれる!?（1985年、サンデー毎日）
- 赤塚不二夫のいじわる時事（1985年-1987年、産経新聞日曜版）
- トキワ荘グループ テーマ競作選（1985年-1986年、コミックWOO）
- 「大先生」を読む。（1986年-1989年、ビッグコミックオリジナル）
- 花ちゃん寝る（1986年-1987年、話のチャンネル）
- ヤラセテおじさん（1987年、週刊大衆）
- 大日本プータロー一家（1990年-1991年、コミックボンボン）
- 赤塚不二夫のギャグ屋（1991年、週刊現代）
- MR・マサシ（1991年-1992年、コミックボンボン）
- そんごくん（1992年、デラックスボンボン）
- ネコの大家さん（1993年-1994年、デラックスボンボン）
- 下落合シネマ酔館（1994年-1996年、ビッグゴールド） - 赤塚不二夫&やまさき十三名義。映画について語る対談連載
- 菊千代18才の遺言（1995年-1996年、微笑） - 単行本では『我が輩は猫なのだ』と改題。
- バカボン線友録（1995年、スポーツニッポン）
- 赤塚不二夫のアニマルランド（1995年、まんがジャパンダ）
- 酒仙人ダヨーン（1999年、ビッグコミックスペリオール）

### 読み切り
- 小包とリンゴ（1955年、漫画少年増刊号）
- 荒野に夕日がしずむとき（1957年、少女クラブ増刊号）
- 小鳩は嵐をこえて（1957年、少女ブック増刊号）
- まさみちゃん（1957年、少女ブック別冊付録）
- 千年杉の家（1957年、少女クラブ別冊付録）
- うごく肖像画（1957年、少女ブック別冊付録）
- ユリ子のしあわせ（1958年、りぼん）
- ブローチとバレエ靴（1958年、少女ブック増刊号）
- ママ大やすうり!（1958年、りぼん）
- ナマちゃんのにちようび（1958年、漫画王）
- ちりぬるを（1958年、少女クラブ増刊号） - 石森章太郎との合作、いずみあすか名義
- きえていく星（1958年、少女クラブ） - 石森章太郎との合作、いずみあすか名義
- 赤い火と黒かみ（1958年、少女クラブ付録） - 石森章太郎・水野英子との合作、U・マイア名義
- 星はかなしく（1958年、少女クラブ別冊付録） - 石森章太郎・水野英子との合作、U・マイア名義
- フープのフラちゃん（1959年、少女ブック増刊）
- パコちゃんのお正月（1959年、りぼん増刊）
- ドン太のアルバイト（1959年、冒険王増刊）
- ミミとイコちゃん（1959年、少女ブック付録）
- がらがらガンちゃん（1959年、冒険王付録）
- 一日ママさん（1959年、少女ブック付録）
- のん子ちゃん（1960年、りぼん）
- あらマアちゃん（1960年、なかよし増刊）
- カツ子ちゃんのひみつ（1960年、えくぼ）
- タンちゃん めっ!（1960年、えくぼ）
- おかあさんありがとう（1960年、たのしい一年生）
- まつげちゃん（1960年、ひとみ増刊）
- あらマアちゃん（1960年、なかよし増刊）
- 点平とねえちゃん（1960年、少女クラブ増刊）
- パパとマミちゃん（1960年、ひとみ別冊付録）
- 二つの花（1960年、花別冊）
- ママはやっぱりはなしがわかる（1961年、少女クラブ増刊）
- 茶ばしら（1961年、りぼん増刊）
- ことしこそは!（1961年、たのしい四年生）
- インスタント君（1961年、週刊少年サンデー）
- ダマちゃん（1961年、週刊少年マガジン）
- タマオのどろぼうたいじ（1961年、別冊少年サンデー）
- しろいかっぽうぎ（1961年、少女クラブ増刊）
- ちびっこギャング（1961年、なかよし増刊）
- 僕はサラリーマン（1962年、別冊少年サンデー）
- チャン吉くん（1962年、別冊少年サンデー）
- お茶の間にあつまれ（1962年、少女クラブ増刊）
- ミスターかぐや（1962年、週刊少年サンデー）
- ぼくはサラリーマン（1962年、別冊少年サンデー）
- 人気スターまんが 九ちゃん（1962年、少女ブック別冊付録）
- 3センチボーイ（1962年、小学四年生）
- ケチケチおじさん（1962年、まんが王増刊）
- 夏休みまんが学校 アルバイト大懸賞（1962年、小学三年生）
- ユウちゃん（1962年、小学三年生別冊付録）
- OK!ケンちゃん（1962年、小学四年生別冊付録）
- ガッチリ三平（1963年、小学四年生）
- しごとはじめ（1963年、まんが王増刊）
- ペスくん（1963年、小学三年生別冊付録）
- ミソッパくん（1963年、ぼくら）
- ヨーヨーカポくん（1963年、ぼくら）
- バイトのカン太郎（1963年、少年ブック増刊）
- ひみつのアッコちゃん（1963年、りぼん増刊）
- バイトのカン太郎（1963年、少年ブック増刊）
- ひみつのアッコちゃん（1964年、りぼん増刊）
- ひみつのアッコちゃん（1964年、りぼん増刊）[疑問点 – ノート]
- おそ松くん（1964年、別冊少年サンデー）
- まかせて長太（1964年、少年 お正月大増刊）
- べんりでおもいゾウ（1964年、週刊マーガレット）
- ひみつのアッコちゃん（1964年、りぼん増刊）
- まかせて長太（1964年、少年 夏の大増刊）
- おそ松くん（1964年、週刊少年サンデー増刊）
- みがわりおてつだいさん（1965年、少女フレンド）
- デカとチビ（1965年、週刊少年マガジン）
- オステスカリ子（1965年、週刊漫画サンデー）
- ギャハハ三銃士（1966年、週刊少年サンデーお正月増刊号） - 藤子不二雄、つのだじろうとの合作
- らくガキ（1966年、週刊少年マガジン）
- オハゲのKK太郎（1966年、週刊少年サンデー） - 藤子不二雄との合作
- ダ・ヨーンのおじさん（1966年、少年ブック）
- ホラホラのおじさん（1966年、少年ブック）
- おじさんのおばさん（1966年、少年ブック）
- 九平とねえちゃん（1966年、りぼん別冊付録）
- おそ松くん（1966年、週刊少年サンデー春の増刊号）
- おそ松くん（1966年、ボーイズライフ）
- チビ太の履歴書 ミスター・イヤミの履歴書（1966年、ボーイズライフ）
- イヤミくん母をたずねて…（1966年、週刊少年サンデー）
- 世のニャカまちがっとるヨ（1966年、ボーイズライフ）
- シービレちゃった シービレちゃった シービレてるよ〜ん!!（1966年、ボーイズライフ）
- イヤミないやみな一日（1966年、ボーイズライフ）
- おそ松くん（1966年、月刊別冊少年サンデー）
- おそ松くん（1966年、週刊少年サンデー夏休み増刊号）
- 赤塚不二夫 ただいま珍案特許出願中!!（1966年、ボーイズライフ）
- チビ太くん（1966年、少年ブック）
- ケイジとゴエモン（1966年、週刊少年マガジン）
- おそ松くん（1966年、月刊別冊少年サンデー）[疑問点 – ノート]
- おめでとう1967年 夢と希望のまんが代行進（1967年、週刊少年サンデー）
- かなしいまんが 新デレラ姫（1967年、少女フレンド）
- 7くせ一家（1967年、なかよし）
- こどもの日ばんざい!!（1967年、小学四年生） - 藤子不二雄との合作
- おそ松くん（1967年、月刊別冊少年サンデー）
- 赤塚不二夫の夏休みおとぼけ教室（1967年、週刊少年サンデー）
- おそ松くん（1967年、週刊少年サンデー夏休み増刊号）
- 男の中に女がひとり（1967年、なかよし）[注釈 1]
- 女の中に男がひとり（1967年、なかよし）
- バラバラ一家（1967年、なかよし）
- なきむし一家（1967年、なかよし）
- 天才バカボン（1967年、別冊少年マガジン）
- 挑戦（1967年、「マンガニカ」藤子不二雄編所収 少年 別冊付録）
- ぼくの机の上（1967年、「マンガニカ」藤子不二雄編所収 少年 別冊付録）
- おそ松くん（1967年、週刊少年サンデー）
- らくがき（1967年、COM）
- こきつかい一家（1967年、なかよし）
- おそ松くん（1967年、週刊少年サンデー）[疑問点 – ノート]
- おそ松くん（1967年、週刊少年サンデー）[疑問点 – ノート]
- 怪物一家（1967年、なかよし）
- 天才バカボン（1967年、別冊少年マガジン）
- 赤塚寄席だよ よっといで（1967年、週刊少年サンデー）
- おそ松くん（1967年、週刊少年サンデー）[疑問点 – ノート]
- まんがNo.1 サルばかガードマン（1968年、少年別冊付録）
- 天才バカボン（1968年、別冊少年マガジン）
- おそ松くん（1968年、週刊少年サンデーお正月増刊号）
- 秘○ナ氏（1968年、週刊漫画サンデー） - 作画：高井研一郎
- 紅白ものまねまんが合戦 どろろ（1968年、週刊少年サンデー）
- おでんクシの助（1968年、週刊少年キング）
- へんな子ちゃん（1968年、りぼん春休み大増刊号）
- おそ松くん（1968年、週刊少年サンデー春休み増刊号）
- 天才バカボン（1968年、別冊少年マガジン）
- 何がでるか？（1968年、週刊少年キング）
- 地球はせまくてすみあきた!! 宇宙へニゲロ!（1968年、まんが王）
- やってやれないことはない!! 男ならやってみろ（1968年、まんが王）
- ジャマ子（1968年、りぼんコミック） - 作画：高井研一郎
- 浦島くん（1968年、週刊少年キング）
- おそまつくんのおばけじまたんけん（1968年、小学二年生）
- おばけの大行しん（1968年、小学二年生）
- ドロボウ一家（1968年、ぼくら）
- 野球一家（1968年、週刊少年キング）
- ボクシング一家（1968年、週刊少年キング）
- 大あばれアパッチ君（1968年、少年ジャンプ）
- 天才バカボン（1968年、別冊少年マガジン）
- 赤塚不二夫夏休みびっくりショー（1968年、少年ブック別冊付録）
- いじわるコンクール（1968年、小学二年生別冊付録）
- 天才バカボン（1968年、別冊少年マガジン）
- カッコイイ男（1968年、ヤングコミック） - 作画：高井研一郎
- ズレた奴ら（1968年、リイドコミック）
- たまちゃんのゆうえんちゲーム（1968年、小学一年生）
- やさいがっこうの大うんどうかい（1968年、小学一年生）
- ビッグ社会時評『影一族』（1968年、ビッグコミック）
- ジャングルの社長ターラン（1968年、ビッグコミック）
- 新撰組おそまつ記（1968年、増刊漫画サンデー） - 作画：高井研一郎
- 用心棒的人物（1968年、ビッグコミック）
- 聖ハレンチ女学院（1968年、りぼん別冊付録） - 古谷三敏・芳谷圭児との合作
- 猛烈的西部人（1969年、ビッグコミック）
- オールズタズター御前試合（1969年、週刊少年サンデー） - 立石鉱一・長谷邦夫・山口琢也との共作
- ア太郎＋おそ松「時のかなたの森の石松」（1969年、週刊少年サンデー）[注釈 2]
- おそ松くん（1969年、週刊少年サンデー）
- BIGパロディーバラエティー『人気漫画家の転職先 赤塚不二夫氏の場合…トイレットペーパー屋』（1969年、ビッグコミック）
- BIGパロディーバラエティー『おお!! なつかしキャラクター 人気者その後』（1969年、ビッグコミック）
- ア太郎＋おそ松「いまにみていろミーだって」（1969年、週刊少年サンデー）[注釈 3]
- 赤塚ギャグオールスター「風雲もーれつ城」（1969年、週刊少年サンデー）[注釈 2]
- カラーギャグ口絵（1969年、週刊少年サンデー）
- ナーンセーンス〜（1969年、ビッグコミック） - 作画：古谷三敏
- もてもて一家（1969年、少年ジャンプ）
- イライラ一家（1969年、少年ジャンプ）
- 日立ゴールドくん（1969年、週刊少年サンデー）
- オールカラー写真コミック「マッピルマの決闘」（1969年、週刊少年サンデー）
- ハレンチ名作シリーズ 新こじき王子（1969年、りぼんコミック）
- もーれつア太郎（1969年、週刊少年サンデー夏休み増刊号）
- ハレンチ名作シリーズ アラジンとまほうのランプ（1969年、りぼんコミック）
- ハレンチ名作シリーズ 新桃太郎（1969年、りぼんコミック）
- 大バカ探偵 はくち小五郎（1969年、週刊少年サンデー）
- 本格写真コミック「現金（げんなま）カッパライ作戦」（1969年、週刊少年サンデー）
- おれはニャロメだ!! キャッキョいいニャロ!!（1969年、週刊少年サンデー）
- ハレンチ名作シリーズ 人魚姫でなくて金魚姫（1969年、りぼんコミック）
- わが家の日よう日（1969年、ビッグコミック）
- ナンでも見てやろう（1969年、ビッグコミック）
- ハレンチ名作シリーズ ケロゴンとお姫さま（1969年、りぼんコミック）
- チビ太くん ぬたくり一家（1969年、少年ジャンプ）
- チビ太モミモミ物語（1969年、ジョーカー）
- アシアトモノガタリ（1969年、ビッグコミック）
- アシあとものがたり（1969年、ビッグコミック）
- 秋です（1969年、ビッグコミック）
- 赤塚ギャグ笑待席 ゲバゲバ博士（1969年、週刊少年ジャンプ）
- 第6条（1969年、まんが安保）
- たき火（1969年、ビッグコミック）
- 脱獄ナンセンス（1970年、週刊少年サンデー）
- シブ井ケチ男くん（1970年、週刊少女フレンド）
- 旅ガラスカー太郎（1970年、週刊少年キング）
- カタキウチでやんす（1970年、ビッグコミック） - 作画担当：古谷三敏
- 赤塚ギャグオールスター「最後の休日」（1970年、週刊少年サンデー）[注釈 2]
- 東京ああ忍び泣き 新宿（1970年、東京25時）
- ドクターニャロメ（1970年、明星）
- ダメなおまわりさん（1970年、サンデー毎日増刊） - 作画担当：古谷三敏
- トキワ荘物語（1970年、COM）
- 吸血鬼ドメキュラ（1970年、週刊ぼくらマガジン）
- 天才話の特集（1970年、話の特集） - 和田誠との合作
- ホッカイローのケイコターン（1970年、サンデー毎日増刊） - 作画協力：古谷三敏
- 鬼警部（1970年、別冊少年マガジン） - 原作：滝沢解
- ミスター・イヤミ氏「あしたの朝」（1971年、リイドコミック） - 作画協力：古谷三敏
- スパルタッコ（1971年、週刊少年サンデー） - シナリオ：滝沢解
- ひどい顔（1971年、太陽）
- わしは女が欲しいのだ!!（1971年、内外タイムス）
- 「72年サラリーマンの生き方」72年の副業サラリーマン（1972年、サンデー毎日）
- 新おそ松くん（1972年、週刊少年キング）
- 白痴小五郎（1972年、週刊漫画ゴラク）
- 天才バカボンのおやじ（1972年、週刊漫画サンデー）
- 鉄腕アトムなのだ!!（1972年、話の特集）
- シラノ・ド・ベラマッチャ（1972年、少年サンデー増刊）
- わがはいは猫である（1972年、小学五年生）
- ヘンシン（1972年、女性自身）
- 彼女がほしい!!（1972年、女性セブン）
- 女のアショコ（1972年、まんがNo.1） - 画：さいとうあきら
- スケバンケロ子（1973年、まんがNo.1）
- ウナギイヌの最期（1973年、まんがNo.1）
- 天才バカボンのおやじ（1973年、週刊漫画サンデー）
- 虫（1973年、リイドコミック）
- ドバッ（1973年、平凡パンチ）
- 青い目のバンチョウ（1973年、週刊少年サンデー） - 原作：山中恒
- 幕末珍犬組（1973年、週刊少年マガジン） - 原作：滝沢解
- これがギャグだ!!（1973年、別冊少年ジャンプ）
- お～!!ばけ（1973年、週刊少年チャンピオン）[25]
- おまわりさん（1973年、週刊朝日増刊）
- 大事件onマガジン74（1974年、話の特集）
- 「小野田サンこれが日本です」 変わりましたのだ（1974年、サンデー毎日）
- 女子大生（1974年、週刊サンケイ）
- ウンコールワット（1974年、週刊少年ジャンプ）
- ジャジャ子（1974年、小学五年生）
- 冬（1975年、リイドコミック）
- キザかっぺ（1975年、週刊読売）
- 世界史（1975年、リイドコミック）
- うちの女房は東大出（1975年、週刊読売）
- 古谷三敏伝（1975年、週刊少年サンデー増刊号）
- 中年フライデー（1975年、週刊少年サンデー）
- ガキトピア（1975年、週刊少年ジャンプ）
- ココロのボス（1975年、週刊少年サンデー）
- 独裁者（1975年、週刊読売）
- アンゴウ（1975年、週刊読売）
- 探偵（1975年、週刊読売）
- わたしバカよネ おバカさんよネ（1975年、週刊読売）
- かけあし人生（1975年、リイドコミック）
- 禁じられた恋（1976年、リイドコミック）
- ませガキ（1976年、少女コミック）[26]
- ウジャバランド（1976年、週刊少年ジャンプ）
- タレント一家（1976年、少年ジャンプ増刊）
- 劇画詩集 自分タチ（1976年、月刊ポエム） - 谷川俊太郎との共作
- 恐怖のネゴト男（1976年、リイドコミック）
- おそ松くん（1976年、月刊少年ジャンプ）
- ナンセンセイ（1976年、リイドコミック）
- カガミくん（1976年、少年キング増刊）
- イレズミ作戦（1976年、リイドコミック）
- さびしの秋（1976年、プレイコミック）
- ヘビの恩返し（1977年、リイドコミック）
- 天才ヘタボン（1977年、ビックリハウスSUPER） - 赤塚番記者との共作
- 子連れ記者（1977年、少年ジャンプ増刊）
- み〜んな悩んで・・・・（1977年、リイドコミック増刊）
- 名人!!（1977年、リイドコミック）
- ナンセンセイ（1977年、リイドコミック増刊）
- アニマルランド（1977年、週刊少年ジャンプ）
- 競馬鹿野郎（1977年、リイドコミック）
- ニャロメの夏休み（1977年、少年少女新聞）
- いたいけ君（1977年、週刊少年サンデー）
- いたいけ君（1978年、週刊少年サンデー）
- 天才バカボン（1978年、週刊少年マガジン）
- 赤塚不二夫のパロディ・ゲリラ（1978年、文藝春秋デラックス）
- やっぱり母ちゃん（1978年、こどもの光）
- 赤塚不二夫のタリラリラーン（1978年、週刊漫画アクション）
- 家族（1978年、ビッグコミック増刊号）
- ハナハダ君（1978年、小学五年生別冊付録）
- 赤塚不字夫のギャグ漫字（1979年、リイドコミック）
- 中高年をいじめへけめれ（1979年、サンデー毎日）
- めくるめっくワールド（1979年、アサヒ芸能臨時増刊ギャグマン）
- 銀座鉄道999、999（1979年、週刊文春）
- 気分を出してもう三度（1979年、ビッグコミックオリジナル増刊号）
- 拝啓おまわり様（1979年、ビッグゴールド）
- 逃げろや逃げろ（1979年、少年チャレンジ）
- 愛情レストラン（1979年、ビッグ辻調）
- かくれジャイアンツ（1980年、週刊漫画ゴラク）
- ぼくの音楽青春（1980年、サウンドレコパル）
- さすらいのコピーボーイ（1980年、日刊マンガ 創刊準備号） - 準備号のみで実際には創刊されず。
- ヤング版ひみつのアッコちゃん（1981年、ヤングマガジン）
- ボクとタモリ（1981年、月刊少年ジャンプ）
- ビューティービレッジ（1981年、ヤングコミック）
- シェー!! カムバック（1982年、BRUTUS）
- 仲良き事は美しき哉（1982年、プレイコミック）
- ぼくののらくろ（1982年、丸）
- バカボンの人間痴脳vs人工知能なのだ（1983年、週刊朝日増刊号）
- チビ太とニャロメとアッコちゃん（1983年、別冊少女コミック）
- 私が読んだキライな本（1984年、週刊漫画アクション）
- 私が見たキライな番組（1984年、週刊漫画アクション）
- ロマンは内面にあり（1984年、サンデー毎日）
- トキワ荘グループテーマ競作選 受付嬢（1985年、月刊コミックWOO）
- トキワ荘グループテーマ競作選 社長秘書（1986年、月刊コミックWOO）
- トキワ荘グループテーマ競作選 経理の娘（1986年、月刊コミックWOO）
- トキワ荘グループテーマ競作選 ああお花見（1986年、月刊コミックWOO）
- トキワ荘グループテーマ競作選 ああゴールデンウィーク（月刊コミックWOO）
- オール ザット ギャグ（1986年、CLUB LIFE CLIP）
- ラーメン大脱走（1986年、漫画チャルメラアクション）
- 時計（1987年、月刊パーキーコミック）
- 誘拐でウイロー（1987年、漫画ギャグアクション）
- おむすびくん（1987年、こどもの光）
- 四齣画廊（1988年、新書館「ぼはなん」所収）
- おむすびくん（1988年、こどもの光）
- おむすびくんのお米おもしろ探検（1988年、こどもの光別冊付録）
- あの有名キャラクターは、いま!?（1989年、週刊少年サンデー30周年記念増刊号）
- 最近みたバカ! 偉大なるバカどもに乾杯だーっー!（1989年、NEWパンチザウルス）
- 旅 おいしい話!（1989年、NEWパンチザウルス）
- みんなのうた 歌・口ぐせ（1989年、NEWパンチザウルス）
- ツッパリ伝説 こんなコトもある（1989年、NEWパンチザウルス）
- ボクのストレス解消法（1989年、保険同人社「ストレスくん、さようなら」所収）
- 平成天才バカボン（1989年、コミックボンボン増刊号）
- 西暦2000年の生活風景（1990年、週刊住宅情報）
- もーれつア太郎（1990年、コミックボンボン増刊号）
- わが家に円盤が来た日（1990年、週刊文春）
- 平成天才バカボン（1990年、デラックスボンボン）
- 合点だい!（1991年、合点だい!）
- イヤミの電気屋さん（1991年、ホットドッグプレス）
- 大人になったおそ松くん（1993年、ビッグコミック）
- 天才バカボンのお正月（1994年、グランドチャンピオン）
- 帰って来た天才バカボン（1994年、プレイボーイ）
- 織恵ちゃんはやっぱりスゴイのだ!（1994年、ソニー・マガジンズ 「大食い入門」所収）
- 昭和よっぱらい研究所（1995年、微笑増刊号）
- 愛しのモンローちゃん（1995年、パチンカーワールド）
- シェー教の崩壊（1996年、ビッグゴールド）
- 真夏の昼のゆめ（1996年、学習科学「3年の読み物特集」所収）
- 用心棒（1996年、週刊漫画サンデー）
- 天才バカボン「70年代の約束なのだ」（1996年、別冊宝島）
- ニャロメ（1997年、赤塚不二夫展 作品図録）
- 四コマ漫画「たまごっちなのだ!!」（1997年、週刊朝日）
- イヤミの敬老の日（1998年、共同通信社配信）　※「北日本新聞」（北日本新聞社）1998年9月12日付ほか全国各紙に掲載[27]
- お正月ざんす（1999年、共同通信社配信、）　※「新潟日報」（新潟日報社）1999年1月5日付ほか全国各紙に掲載[27]　-遺作、生涯最後の新作読み切りマンガ[28]-
- ほっとする新潟の空気（2000年、新潟日報）　※1コマ＆エッセイ。赤塚自筆のアイデアラフも遺されている[29]。
- 『こち亀』赤塚キャラに乗っ取られる!の巻（2001年、Kamedas2） - 秋本治との合作だが、赤塚キャラは過去作からの切り貼りであり、新作ではない。『こちら葛飾区亀有公園前派出所』とのコラボレーション漫画

## 単行本
（※エッセイ、共著、対談集、絵本などを含む）
- 嵐をこえて（1956年、曙出版） - デビュー作
- 湖上の閃光（1956年、曙出版）
- 嵐の波止場（1956年、曙出版）
- 心の花園（1957年、曙出版）
- 消えた少女（1957年、曙出版）
- 白い子犬（天使）（1957年、若木書房）
- その仮面をとれ（1957年、若木書房） - 石森章太郎との合作、石塚不二太郎名義
- お母さんの歌（1958年、若木書房）
- シェー!!の自叙伝（1966年、華書房）
- 赤塚不二夫全集（曙出版）
  1. ナマちゃん①（1968年）
  2. ナマちゃん②（1968年）
  3. おハナちゃん（1968年）
  4. おた助くん①（1969年）
  5. おた助くん②（1969年）
  6. おた助くん③（1969年）
  7. おた助くん④（1969年）
  8. まかせて長太（1969年）
  9. そんごくん①（1969年）
  10. そんごくん②（1969年）
  11. おた助くん⑤（1969年）
  12. おた助くん⑥（1969年）
  13. 九平とねえちゃん（1969年）
  14. キビママちゃん（1969年）
  15. いじわる一家（1970年）
  16. ジャジャ子ちゃん（1970年）
  17. まかせて長太②（1970年）
  18. へんな子ちゃん（1970年）
  19. ミータンとおはよう（1970年）
  20. モジャモジャおじちゃん（1970年）
  21. 男の中に女がひとり 女の中に男がひとり（1970年）
  22. 新版世界名作まんが全集 ハッピィちゃん（1970年）
  23. まつげちゃん①（1970年）
  24. まつげちゃん②（1970年）
  25. スリラー教授 いじわる教授（1971年）
  26. われら8プロ（1971年）
  27. おれはゲバ鉄!①（1971年）
  28. おれはゲバ鉄!②（1971年）
  29. 死神デースI（1971年）
  30. 死神デースII（1972年）
- ニャロメの万博びっくり案内（1970年、実業之日本社） - 全3巻
- まんがプロ入門（1972年、曙出版）
- まんが入門（1972年、小学館） - 監修
- 「別冊まんがNo.1」赤塚不二夫大年鑑（1973年、日本社）
- 人生破壊学（1974年、廣済堂）
- 赤塚不二夫1000ページ（1975年、話の特集）
- 全部切りぬく本（1975年、主婦と生活社）
- 劇画詩集 自分タチ（1976年、すばる書房） - 谷川俊太郎との合作。1979年に『谷川俊太郎エトセテラ』（2006年に『谷川俊太郎エトセテラリミックス』と改題増補改訂）に収録
- 赤塚不二夫の天才バカ本（1977年、徳間書店）
- 笑わずに生きるなんて　ぼくの自叙伝（1978年、海竜社／1984年、中公文庫）
- マンガとギャグに強くなる本（1978年、主婦と生活社）
- まんが劇画ゼミ（1）（1979年、集英社） - 手塚治虫・ちばてつやとの共著
- ボクは落ちこぼれ（1979年、ポプラ社）
- レッツラゴン宣言（1981年、山手書房）
- ニャロメのおもしろ数学教室（1981年、パシフィカ）
- ニャロメのおもしろ宇宙論（1982年、パシフィカ）
- 吾輩は菊千代である（1982年、二見書房）
- ニャロメのおもしろ生命科学教室（1982年、パシフィカ）
- クイズ&パズル無理難題（1982年、主婦と生活社）
- ニャロメのおもしろコンピュータ探検（1982年、パシフィカ）
- 「日本国憲法」なのだ!（1983年、改訂新版2013年、草土文化） - 永井憲一との共編著
- 中国故事つけ漫画（1983年、集英社）
- ニャロメのおかしなおかしな囲碁格言（1983年、日本棋院）
- ニャロメのおもしろ体の不思議探検（1983年、パシフィカ）
- ニャロメのおもしろ性教室（1983年、西武タイム）
- 源氏物語（1983年、学習研究社）[30]
- 平家物語（1983年、学習研究社）[31]
- 徒然草（1983年、学習研究社）[32]
- 万葉集（1983年、学習研究社）[33]
- 古事記（1983年、学習研究社）[34]
- 落ちこぼれから天才バカボンへ（1984年、ポプラ社）
- ニャロメのたのしい囲碁入門（1984年、日本棋院）
- 変態しながら生きてみないか（1984年、PHP研究所）
- マンガ狂殺人事件（1984年、作品社）
- ニャロメの血液型大研究（1984年、池田書店）
- 今昔物語（1984年、学習研究社）[35]
- 枕草子（1984年、学習研究社）[36]
- 奥の細道（1984年、学習研究社）[37]
- 赤塚不二夫の巨人軍笑撃レポート（1985年、日本文芸社）
- ニャロメのおもしろ将棋入門（1985年、池田書店）
- ニャロメの非公式 科学万博おたのしみガイドブック（1985年、学研）
- 宇宙の謎（1985年、潮出版） - 堀源一郎との共著
- 心と脳の謎（1985年、潮出版） - 斎藤茂太との共著
- ニャロメのおもしろ麻雀入門（1985年、池田書店）
- ニャロメの原子力大研究（1985年、廣済堂）
- ニャロメのスターウォーズ大研究（1986年、廣済堂）
- 地球外生命七不思議（1986年、学研）
- ニャロメの地震大研究（1986年、廣済堂）
- いま来たこの道 帰りゃんせ（1986年、東京新聞出版局）
- ビジネス古典コミックス（ダイヤモンド社）
  - 孫子（1986年）
  - 葉隠（1986年）
  - 菜根譚（1987年）
  - 君主論（1987年）
  - 五輪書（1987年）
  - 論語（1987年）
- ニャロメの異常気象大研究（1987年、廣済堂）
- マンガゼミナール古典入門（学研）
  - 古事記（1987年）
  - 万葉集（1987年）
  - 枕草子（1987年）
  - 源氏物語（1987年）
  - 今昔物語（1987年）
  - 平家物語（1987年）
  - 徒然草（1987年）
  - 奥の細道（1987年）
- ビジネス風林火山（1987年、講談社） - 赤塚不二夫とフジオ・プロ名義
- ラディカル・ギャグ・セッション（1988年、河出書房新社）
- アドベンチャーノベルズ 赤塚不二夫劇場（1988年、JICC出版局） - 文：喰始、挿絵：赤塚不二夫
- まんが「消費税戦略」入門（1989年、ダイヤモンド社）
- 赤塚不二夫の名画座・面白館（1989年、講談社）
- 地獄の交遊録（1989年、コア出版）
- 赤塚だァ! 菊千代だァ!（1991年、いんなぁとりっぷ社）
- これでいいのだ（1993年、NHK出版／2002年、日本図書センター／2008年、文春文庫）
- 赤塚不二夫とタモリの西サモアに行ってこれでいいのだ（1994年、講談社）
- ニャロメのなぞなぞ1（1994年、岩崎書店）
- ニャロメのなぞなぞ2（1995年、岩崎書店）
- ニャロメのおもしろ数学教室（1995年、新構社）
- ボクの満洲 漫画家たちの敗戦体験（1995年、亜紀書房） - 中国引揚げ漫画家の会編
- バカボン線友録 赤塚不二夫の戦後漫画50年史（1995年、学研／「赤塚不二夫が語る64人のマンガ家たち」立東舎文庫、2017年）
- 赤塚不二夫の「これでいいのだ!」人生相談（1995年、集英社／1999年、集英社文庫）
- 赤塚不二夫のハチャメチャ哲学（1996年、ごま書房）
- 赤塚不二夫の「人生これでいいのだ!?」（1996年、日本文芸社）
- 下落合シネマ酔館（1996年、小学館） - やまさき十三と対談
- 吾輩は猫なのだ（1997年、扶桑社）
- 友達とは何か?（1997年、ポプラ社）
- いま来たこの道 帰りゃんせ（1997年、小池書院）
- 赤塚不二夫の特集（1997年、自由国民社） - 矢崎泰久・坂梨由美子編
- 男の哲学（1998年、ごま書房）
- 源氏物語（1998年、学研）
- 平家物語（1998年、学研）
- ニャロメのおもしろ血液型雑学知識（1998年、三心堂出版社）
- 赤塚不二夫1000ページ（1998年、扶桑社）
- 人生これでいいのだ!!（1999年、集英社）
- 赤塚不二夫120%（1999年、アートン）
- これでいいのだ。赤塚不二夫対談集（2000年、メディアファクトリー／2008年、同・文庫）
- 赤塚不二夫のさわる絵本よーいどん!（2000年、小学館）
- 人生まるわかり 「バカボングラム」（2001年、双葉社） - 監修
- アカツカNo.1 赤塚不二夫の爆笑狂時代（2001年、イーストプレス）
- バカは死んでもバカなのだ 赤塚不二夫対談集（2001年、毎日新聞社）
- 赤塚不二夫のさわる絵本 「ニャロメをさがせ」（2002年、小学館）
- 赤塚不二夫のおコトバ（2005年、二見書房） - マンガ人生50周年記念出版
- 赤塚不二夫 実験マンガ集（2015年、Pヴァイン）
- 夜の赤塚不二夫（2021年、星雲社）
- まんが赤塚不二夫伝（2023年、光文社）

## 代表的なギャグ
- シェー!（『おそ松くん』、イヤミ）
- …ザンス（『おそ松くん』、イヤミ）
- てやんでいバーローチクショー!（『おそ松くん』、チビ太）
- …だじょー（『おそ松くん』、ハタ坊）
- だよーん（『おそ松くん』、ダヨーン）
- …ダス（『おそ松くん』、デカパン）
- ホエホエ（『おそ松くん』、デカパン）
- これでいいのだ!（『天才バカボン』、バカボンのパパ）
- 賛成の反対なのだ!（『天才バカボン』、バカボンのパパ）
- 不思議だが本当だ。本当だが不思議だ（『天才バカボン』、バカボンのパパ）
- おでかけですか?レレレのレ（『天才バカボン』、レレレのおじさん）
- タイホする!（『天才バカボン』、おまわりさん）
- 国会で青島幸男が決めたのか?（『天才バカボン』ほか）
- 忘れようとしても思い出せない（『天才バカボン』ほか）
- …でやんす（『もーれつア太郎』、ケムンパス）
- …のココロ?（『もーれつア太郎』、ココロのボス）
- …べし（『もーれつア太郎』、べし）
- …だニャロメ!（『もーれつア太郎』、ニャロメ）
- のベラマッチャ（『レッツラゴン』、ベラマッチャ）

## その他
- タモリ ※山下洋輔らに見出され、赤塚が物心両面を支え、後ろ盾となって芸能界デビュー。以来、交友を続けた。弔辞にて「私もあなたの数多くの作品の一つです」と述懐した。
- コビト製菓 コビトくん（1968年） ※コビト製菓に提供した同社のイメージキャラクター。チビ太とたまねぎたまちゃんをフュージョンさせたデザイン。
- 山下洋輔トリオ 『ミナのセカンド・テーマ』アルバム内ジャケット（1969年） ※べしを描いた。
- ヤマハエレクトーン ゴリラくん（1971年）※ヤマハエレクトーンでは、前年（1970年）にニャロメをイメージキャラクターに擁した関係から、この年のイメージキャラクターのデザインも赤塚が担当。面長なポーカーフェイスが印象的なこのキャラクターも、ニャロメ同様、ソフトビニール人形として立体化され、購買者に抽選でプレゼントされた。
- でん六 「赤塚不二夫の鬼の面」（節分用豆製品付録の鬼のお面）デザイン（1971年 -） ※1977年を除く[注釈 4]。また2003年以降の実質作者はフジオ・プロ。
- 『映画批評』表紙イラスト（1972年 - 1973年）
- 「おはよう!こどもショー」 ニャンダ（1973年） ※同番組の着ぐるみのデザインをオファーされた赤塚によって作られたキャラクターで、番組内での人気に目を付けた「冒険王」の編集者の熱烈なプッシュにより、後に『ニャンニャンニャンダ』というタイトルでコミカライズされた。
- 内田裕也ロックンロールBAKA（1973年） ※渋谷公会堂、中野サンプラザで行われた内田裕也の15周年リサイタルのポスターを赤塚がデザイン。キャロル、沢田研二、田辺昭知、井上堯之、淡谷のり子らとともにゲスト出演した。
- 喜納昌吉&チャンプルーズ 『ハイサイおじさん』シングルジャケット（1977年）
- ポルノチャンチャカチャン（1978年） ※山本晋也監督による日活ロマンポルノ作品のポスターをデザイン。
- Mr.Boo!ミスター・ブー（1979年） ※ミスターブーチャンチャンブラザーズバンドによる主題歌の日本語バージョンの作詞を担当。
- 所ジョージ「チャイニーズ・ホテル・ブルース」（1979年） ※作詞を担当。
- 志賀正浩 「おんどピコピコ」「ロンリーロード」（1980年） ※作詞とシングルジャケットのイラストを担当。
- 銀座7丁目劇場「スリスリおじさん」（1994年） ※吉本興業がかつて運営していた劇場の看板とポスターをデザインした際、フィーチャーされたキャラクター。
- ゲームソフト 『爆伝 アンバランスゾーン』 キャラクターデザイン（1994年）
- ぺいざん（赤塚不二夫命名の馴染みの洋食店）[38]
- 立川談志（7代目：自称5代目、松岡 克由）が告別式の会見で「赤塚 不二夫に、『立川 不二身』（たてかわ ふじみ）と、名付けた」（落語立川流：旧Bコース、談志が認めた有名人）と報道陣に公言。

## 映画作品

### 監督を務めた作品
- おそ松くん（第一作）（1966年、監修、テレビアニメ、主演 - 加藤みどり）
- こんなの初めて 帰って来たかぐや姫（1983年、主演 - 相原慶子 赤塚不二夫のビデオNo.1付録）
- ナンチャッテブル（1984年、主演 - 榎本三恵子）

### 企画参加した作品
- 高校生無頼控（1972年）
- ルパン三世 念力珍作戦（1974年）
- 赤塚不二夫のギャグポルノ 気分を出してもう一度（1979年、原案原作）※出演もしている[39]
- 下落合焼とりムービー（1979年、脚本）[40]

### ドキュメンタリー
- マンガをはみだした男 赤塚不二夫（2016年）

## メディア出演

### バラエティ番組への出演
- まんが海戦クイズ（1965年12月27日-12月30日、NET） - 黒柳徹子民放初出演番組。後述の『海賊クイズ』のパイロット版。
- わんぱくテレビ局（1965年12月29日、NHK）
- くらしの窓（1966年3月11日、NHK）
- まんが海賊クイズ（1966年3月25日-1968年4月5日、NET）
- 木島則夫モーニングショー（1966年、NET）
- アイデア買います!ただいま特許出願中（1966年9月11日、1966年9月18日、東京12チャンネル）
- アップダウンクイズ（1967年12月3日、NET）
- 歌う王冠 チータとバカボン（1969年4月1日-7月22日、日本テレビ）
- ウォー!コント55号（1969年7月2日-12月24日、NET） - 絵師として出演
- ハロー!ピンキラ（1969年7月19日、東京12チャンネル）
- あつまれ!クイズショー（1972年、NET）
- 私のつくった番組 中山千夏の獅子奮迅のど自慢（1972年5月12日、東京12チャンネル）
- 上條恒彦・歌そして友達（1972年11月2日、TBSラジオ）
- 私のつくった番組 赤塚不二夫の激情No.1（1973年1月25日、東京12チャンネル）
- テレビ討論 マンガブームをどう見る（1973年9月29日、NHK）
- さあ歌おう ヨーイドン（1974年1月1日、NHK）
- もう1人のあなた（1974年1月2日、NHK）
- 連想ゲーム（1974年4月6日、NHK）
- もうひとつの甲子園（1974年9月16日、NHK）
- 土曜ショー マンガ大行進!赤塚不二夫ショー（1975年8月30日、NET） - タモリテレビ初出演番組[41]
- スポットライト（1975年4月3日-1976年3月25日、NHK）
- 13時ショー「珍芸スターお笑い大行進」（1975年9月8日、NET）[42][43]
- ビッグショー 小林旭 明日に向かって立つ（1976年1月25日、NHK）
- 歌謡ヒットプラザ（1976年2月20日、フジテレビ）
- 赤塚不二夫のセイ!ヤング（1976年8月25日、文化放送）
- お達者ですか 赤塚不二夫の漫画教室（1976年10月25日、NHK）
- 徹子の部屋 噂の恋人さん（1977年3月21日、NET）
- ミセス&ミセス 特集!マンガこそ我が人生 赤塚不二夫漫画を演ずる（1977年4月7日、日本テレビ）
- 歌はともだち（1977年6月12日、NHK）
- スタジオからこんにちは 女の一生 〜谷川岳〜（1977年6月25日、NHK）
- 若者たちはいま おらが村の田植えの頃は…〜秋田県羽後町〜（1977年6月29日、NHK）
- 私…（1977年7月17日、東京12チャンネル）
- スタジオ102 漫画集団の大壁画（1977年9月16日、NHK）
- 月曜ひろば この人と語ろう「手塚治虫」（1977年9月19日、NHK）
- 女性手帳 ぼくの愛する主人公（1977年10月3日、NHK）
- 11PM ケッサク集中！手塚治虫全集（1977年10月31日、日本テレビ）
- NHK特集 日本人の食卓〜飢餓世代からのメッセージ〜（1977年11月3日、NHK）
- 歌のグランドショー ギャグだ! 笑いだ! Xマス（1977年12月21日、NHK）
- 連想ゲーム（1978年1月21日・11月8日、NHK）
- 赤塚不二夫のギャグラジオ（1978年、TBSラジオ）
- スタジオからこんにちは（1978年7月9日、NHK）
- 人に歴史あり（1978年、東京12チャンネル）
- スタジオ102 石油15%値上げ（1978年12月18日、NHK）
- ニュースハイライト 1978 この一年（1978年12月30日、NHK）
- 連想ゲーム（1979年3月7日・9月26日・11月14日・12月5日、NHK）
- 11PM 赤塚不二夫のギャグテレビ（1979年8月8日、日本テレビ）[41]
- 紅白歌合戦 思い出の名場面（1979年12月1日、NHK）
- 土曜スペシャル 爆笑! 激笑!! 今年の笑いおさめだ79重大ニュース（1979年12月29日、日本テレビ）[41]
- お笑いスター誕生!!（1980年4月12日 - 1984年頃、日本テレビ）
- 土曜スペシャル 欽ちゃんの第2回全日本仮装大賞（1980年5月3日、日本テレビ）
- すばらしき仲間 タモリ対恐怖の奇才集団（1980年9月21日、TBS）
- クイズダービー（1980年11月8日、TBS）
- 木曜スペシャル 発表! 輝け!! 80爆笑ニュース大賞（1980年12月25日、日本テレビ）[41]
- 土曜スペシャル 欽ちゃんの新春爆笑仮装コンテスト! 第3回全日本仮装大賞（1981年1月3日、日本テレビ）
- NHK特集 わが青春のトキワ荘 現代マンガ家立志伝（1981年5月25日、NHK）
- 木曜スペシャル 欽ちゃんの爆笑仮装コンテスト! 第4回全日本仮装大賞（1981年6月18日、日本テレビ）
- 今夜は最高! タモリと赤塚不二夫の爆笑漫画25年（1981年6月20日、日本テレビ） - 1982年1月9日、1986年2月1日にも出演
- すばらしき仲間 マンガ三国志 赤塚不二夫、ちばてつや、松本零士（1981年7月5日）
- 24時間テレビ 愛は地球を救う4 タモリの素晴らしき今夜は最低!の仲間達（1981年8月23日、日本テレビ）
- 徹子の部屋 猫の貯金を横取り（1981年12月16日、テレビ朝日）
- 欽ちゃんの新春爆笑仮装コンテスト! 第5回全日本仮装大賞（1982年1月2日、日本テレビ）
- 加世子の仔猫の館（1982年2月28日、TBS）
- 欽ちゃんの爆笑仮装コンテスト! 第6回全日本仮装大賞（1982年5月1日、日本テレビ）
- 友よライバル! ドラえもんとニャロメ（1982年6月24日、テレビ朝日）
- 日立テレビシティ ニャロメのおもしろ数学教室（1982年8月11日-8月25日、TBS）
- 欽ちゃんの爆笑仮装コンテスト! 第7回全日本仮装大賞（1982年9月18日、日本テレビ） - 審査委員長を務める
- 悪友親友（1982年、TBS） - 美空ひばりと初共演
- ミエと良子のおしゃべり泥棒 タモリとおホモ達（1982年10月1日、テレビ東京）
- 木曜スペシャル ギャグゲリラ82 明るい日本! 重大ニュース（1982年12月23日、日本テレビ）[41]
- 欽ちゃんの新春爆笑仮装コンテスト! 第8回全日本仮装大賞（1983年1月1日、日本テレビ）
- 欽ちゃんの爆笑仮装コンテスト! 第9回全日本仮装大賞（1983年4月30日、日本テレビ） - 審査委員長を務める
- 欽ちゃんの爆笑仮装コンテスト! 第10回全日本仮装大賞（1983年9月17日、日本テレビ）
- 火曜ワイドスペシャル 第1回紅白そっくり大賞（1984年6月19日、フジテレビ）
- 笑っていいとも!（1984年7月26日・1995年9月14日・1998年9月8日、フジテレビ） - 1984年と1998年はテレフォンショッキングのゲストとして出演
- わくわく動物ランド（1984年、TBS）
- 日立テレビシティ 漫画家になりたい!! 一攫千金に賭ける青春（1985年10月12日、TBS）
- 日曜ビッグスペシャル 赤塚不二夫の天才おもしろバカ大賞 日本全国バカダネ人間 総登場!!（1985年11月3日、テレビ東京）
- おはよう!ナイスデイ（1987年5月7日、フジテレビ）
- 新アフターヌーン（1987年5月7日、テレビ朝日）
- CLUB紳助（1987年11月1日、朝日放送）
- テレビ探偵団 第2回アニメ大会 赤塚ギャグ特集（1987年11月15日、TBS）
- MBS金曜スペシャル シェー・元祖おそ松くんの特番ざんす（1990年9月7日、毎日放送）
- JNNニュースの森（1990年、TBS） - ハタ坊の産み親として、日の丸掲揚、君が代斉唱の義務化に関し、意見を求められての出演
- EXテレビ 徹底分析 藤子・F・不二雄特集（1992年8月19日、日本テレビ）
- アニメ世界のヒーローたち（1992年、NHK衛星第2）
- タモリのボキャブラ天国（1993年1月13日、フジテレビ）
- TVジェネレーション（1993年5月20日、TBS）
- 徹子の部屋 ソ連軍に連行された父はスパイ（1993年8月11日、テレビ朝日）
- 夕食ばんざい（1993年9月22日、フジテレビ）
- ルックルックこんにちは（1994年1月、日本テレビ）
- スーパーワイド（1994年、TBS）
- ダウンタウン汁（1994年9月26日、TBS）
- いつみても波瀾万丈（1994年11月6日、日本テレビ）
- 驚きももの木20世紀 トキワ荘の時代 マンガが青春だったころ（1995年1月6日、テレビ朝日）
- カミングOUT!（1995年、TBS）
- ザ・ワイド（1995年、日本テレビ）
- 料理バンザイ!（1995年、テレビ朝日）
- TVチャンピオン（1995年、テレビ東京）
- 赤塚不二夫とトンデモナイ仲間達!!（1995年12月30日、テレビ東京）
- 世紀末的大阪（1996年5月31日、FM大阪）
- ダウンタウンのごっつええ感じ（1997年5月18日、フジテレビ）
- ミュージックバード 若松孝二の映画を撃て!（1998年4月5日、衛星デジタルラジオ）
- 驚きももの木20世紀 天才バカボン 赤塚不二夫伝〜これでいいのだ!（1998年8月28日、テレビ朝日）
- 知ってるつもり?! 笑いに哀愁があった頃 由利徹とその仲間たち（2000年3月12日、日本テレビ）
- 24時間テレビ がんばる…君のために!（2000年8月20日、日本テレビ）
- 東京色 よーいどん（2000年12月6日、テレビ東京）
- ありがとう!天国のお父ちゃんへ Xマス感動スペシャル（2000年12月25日、テレビ東京）
- いけ年こい年世紀越えスペシャル2000-2001（2000年12月31日、日本テレビ）
- 土曜特集 人間広場21「いのち」（2001年3月24日、NHK）
- 徹子の部屋 脳手術で半身マヒから復活（2001年1月15日、テレビ朝日）
- 美と出会う 漫画家赤塚不二夫 ギャグはココロの愛なのだ（2001年5月5日、NHK）
- 20世紀の遺伝子 漫画家・赤塚不二夫（2001年9月1日、フジテレビ）
- グレートマザー物語 赤塚不二夫の母（2001年9月23日、テレビ朝日）
- 20世紀の遺伝子 あなたを劇的に変える言葉（2003年6月28日、フジテレビ）
- ハイビジョン特集 赤塚不二夫なのだ!!（2008年3月16日、NHK）
- 土曜プレミアム これでいいのだ!! 赤塚不二夫伝説（2008年11月1日、フジテレビ）
- 全身漫画家〜真説・赤塚不二夫論〜（2009年3月29日、NHK）（追悼番組）
- こだわり人物伝 赤塚不二夫（2010年6月2日 - 6月23日、NHK）
- ザ・ドキュメンタリー 手塚治虫、赤塚不二夫、松本零士…昭和の天才漫画家たち（2015年12月17日、BS朝日）
- 日本人として知っておくべき戦後の51人（2015年12月30日、テレビ東京）
- 爆報! THE フライデー（2016年2月5日、TBS）

### 映画への出演
- 春男の翔んだ空（1977年） - クリーニング店の店主 役
- 九八とゲイブル（1978年） - おでん屋の店主 役
- 新・人間失格（1978年）
- ルパン三世 ルパンVS複製人間（1978年） - 大統領 役 ※特別出演[44]
- 赤塚不二夫のギャグポルノ 気分を出してもう一度（1979年） - 赤坂不二夫 役 ※準主役[39]
- 下落合焼とりムービー（1979年） - 理事長・赤坂先生 役
- はだしのゲン PART3 ヒロシマのたたかい（1980年） - 遺族A 役
- 女高生偽日記（1981年） - 赤パンの男
- 水のないプール（1982年） - 巡査部長 役
- ファイナル・スキャンダル 奥様はお固いのがお好き（1983年） - 本人・赤塚不二夫 役
- 必殺! THE HISSATSU（1984年） - 霞の半吉 役
- 燃える青春の一年（1986年） - 郵便配達員
- 未来の想い出 Last Christmas（1992年） - 本人・赤塚不二夫 役 ※友情出演

### テレビドラマへの出演
- コメディー公園通り 愛一つ恋五つ（1978年、NHK） - コメディアン 役
- 月曜ドラマランド おそ松くん（1985年、フジテレビ） - 特別出演 チビタの父 役
- 極道落ちこぼれ カタギになりたい!（1993年、TBS） - ホームレス 役
- これでいいのだ（1994年、NHK） - バーの酔客 役

### テレビCMへの出演
- シスコ製菓（現・日清シスコ）『タック』（1973年） - 赤塚自身、演出も務め、ぬいぐるみのウナギイヌと共演
- ニッカウヰスキー『G&G』（1974年）
- 小学館『マンガくん』（1976年） - 藤子不二雄・石森章太郎・永井豪・水島新司らと共演
- 三洋電機『ズバコン』（1977年）
- 三共『新ルル・ゴールドA』（1981年） - 大竹しのぶと共演（おしゃべりでの出演）
- ニッスイ『のせのせハンバーグ』（1982年-1983年） - 山田邦子と共演
- 丸美屋『ハッピーポッケ』（1982年） - 中村誠一・篠原勝之・荒木経惟・南伸坊と共演
- ゼブラ『ペイントマーカー』(1982年）
- ヤクルト本社『ヤクルト』（1984年） - 愛猫の菊千代と共演
- 日本国有鉄道（現・JR）『トクトクきっぷ』（1983年） - 愛猫の菊千代と共演
- 講談社『コミックボンボン』（1990年） - バカボンのパパに扮した赤塚をフィーチャーしたCM
- まんがバカなのだ 赤塚不二夫展 上野の森美術館（1997年） - バカボンのパパに扮した赤塚が様々な赤塚キャラ（静止画）とともに登場 ※フジテレビ限定のCM
- スポーツニッポン新聞社『スポーツニッポン』（1998年）

## 「赤塚不二夫」本人、および赤塚作品について論じた書籍
- 天才バカボン論（1992年、風塵社 小林広一）
- 天才バカボンの大神秘（1993年、KKベストセラーズ バカ田大学後援会＋フジオプロ）
- 天才バカ本なのだ!!（1993年、評伝社 バカ田大学バカボン研究会 長谷邦夫）
- 元祖マンガ・データ主義 天才バカボンのパパの「国会で細川総理が決めたのだ宣言!!」（1994年、扶桑社 豊福きこう）
- ギャグにとり憑かれた男 赤塚不二夫との漫画格闘記（1997年、冒険社 長谷邦夫）
- アカツカNo.1 赤塚不二夫の爆笑狂時代（2001年、イースト・プレス ほうとうひろし編）
- 赤塚不二夫 天才ニャロメ伝（2005年、マガジンハウス 長谷邦夫）
- 赤塚不二夫のことを書いたのだ!!（2005年、文藝春秋 武居俊樹）
- 赤塚不二夫でいいのだ!!（2005年、辰巳出版）
- シェーの時代「おそ松くん」と昭和こども社会（2008年、文藝春秋 泉麻人）
- KAWADE夢ムック 文藝別冊 総特集 赤塚不二夫（2008年、河出書房新社）
- 赤塚不二夫大先生を読む「本気ふざけ」的解釈 Book1（2011年、社会評論社 名和広）
- 赤塚不二夫というメディア 破戒と諧謔のギャグゲリラ伝説「本気ふざけ」的解釈 Book2（2014年、社会評論社 名和広)
- 赤塚不二夫先生との 下落合呑んべえ日記（2015年、小学館 しいやみつのり）
- 破壊するのだ!! - 赤塚不二夫の「バカ」に 学ぶ（2015年、Pヴァイン 赤塚りえ子、山下洋輔他）
- 赤塚不二夫の旗の下に フジオプロの青春（2016年8月、ジーオーティー）
- ユリイカ 臨時増刊号 総特集 赤塚不二夫 81年目のバカなのだ（2016年11月、青土社）
- コアでいいのだ! 赤塚不二夫（2018年、出版ワークス）[45]
- 天才・赤塚不二夫とその時代 文化遺産としての赤塚マンガ論 (2022年、デザインエッグ社、名和広)『赤塚不二夫大先生を読む』と『赤塚不二夫というメディア』に大幅な加筆修正を加えたもの。